# BED-3
BED-3 — газонафтове родовище у західній пустелі Єгипта в басейні Абу-Ель-Гарадік.
Родовище виявили у 1983 році унаслідок спорудження розвідувальної свердловини BED 3-1. Поклади вуглеводнів тут виявились пов'язаними із крейдовим періодом, при цьому понад 90 % геологічних ресурсів газу перебували у формації Харіта (сеномансько-альбська), хоча певні обсяги також розвідали у нижній частині формації Бахарія (сеноман). Нафтові поклади відносяться до формації Абу-Роаш, зокрема горизонтів C (туронський ярус) та G (також належить до сеноманського ярусу). Крім того, неподалік від BED-3 розвідали нафтогазові родовища BED-15 та BED-18 із тими самими продуктивними формаціями Абу-Роаш та Харіта.
Родовище виявили на концесійній території Бадр-ед-Дін, інвестором для якої виступив нафтогазовий гігант Shell. За усталеним в Єгипті порядком, розробка відкритих за участі іноземних інвесторів родовищ провадиться через спеціально створені компанії-оператори, при цьому для родовища BED-3 такою компанією виступає Badr Eldin Petroleum Company (BAPETCO).
Видобуток на BED-3 почався у 1990-му із розробки газових запасів, при цьому пік видобутку із добовим рівнем у 5,6 млн м3 припав на період 1998—2001 років. Наразі більша частина цього ресурсу вже вилучена, а останню свердловину на газовий поклад спорудили у 2011 році. Видобуток нафти стартував у 1991-му, в 2012-му почали проєкт підвищення нафтовилучення шляхом заводнення горизонту Абу-Роаш G, а на першу половину 2020-х заплановане буріння ще кількох нафтових свердловин.
Видобуток на BED-15 почався у 1989 році (тобто на рік раніше за головне родовище групи BED-3), при цьому піковий добовий показник у 5000 барелів нафти досягнули вже у 1991-му. З 2003 року тут також реалізується проєкт заводнення. Розробка газових запасів цього родовища стартувала в 1998-му і вже за рік досягнула піку на рівні 1,3 млн м3 на добу.
Що стосується родовища BED-18, то тут видобуток нафти спершу тривав з 2003 по 2011 рік, а піковий показник склав лише 1300 барелів на добу. У 2013-му розробку нафтових покладів відновили, а з 2016-го узялись за проєкт заводнення, при цьому станом на кінець 2019 року обсяг видобутих вуглеводнів вже був приблизно однаковий для BED-18 та BED-15. Що стосується газу, то його видобуток на BED-18 стартував з 2004-го та мав переривчастий характер.
Станом на кінець 2019 року накопичений видобуток газу на родовищах групи становив 35 млрд м3, з них 29 млрд м3 припадало на BED-3. Накопичений видобуток нафти становив 76 млн барелів, при цьому внесок BED-3 був дещо менше половини та дорівнював 34 млн барелів. Залишкові запаси родовищ групи на ту ж дату оцінювались у менш ніж 2 млрд м3 газу та 16 млн барелів нафти (з них дещо більше половини у BED-3).
Комплекс підготовки BED-3 здатний приймати до 9,6 млн м3 газу на добу та працювати із 30 тисячами барелів рідких вуглеводнів. Окрім обслуговування групи родовищ BED-3 він також приймає продукцію родовищ BED-2, Сітра, JG, Аль-Барк, Багна (всі вони розробляються через компанію-оператора BAPETCO) і сполучений з установкою концесійного блоку Дабаа-Південь (розробляється туніським інвестором через компанію-оператора DAPETCO). Крім того, на головному виробничому майданчику BED-3 звели спеціальний блок вилучення двоокису вуглецю для роботи із продукцією родовищ Карам та Ал-Ассіл (відносяться до того ж ліцензійного блоку Alam El Shawish West, що й згадані вище Аль-Барк та Багна).
Підготований газ транспортується через газопровід BED-3 — Амірія. Стабілізований конденсат та нафта в підсумку потрапляють на розташований на узбережжі Середземного моря термінал Ель-Хамра (до останнього ще в 1980-х роках проклали нафтопровід від нафтового родовища BED-1, розташованого дещо більш ніж за пів сотні кілометрів на схід від BED-3).